# Buszmegálló

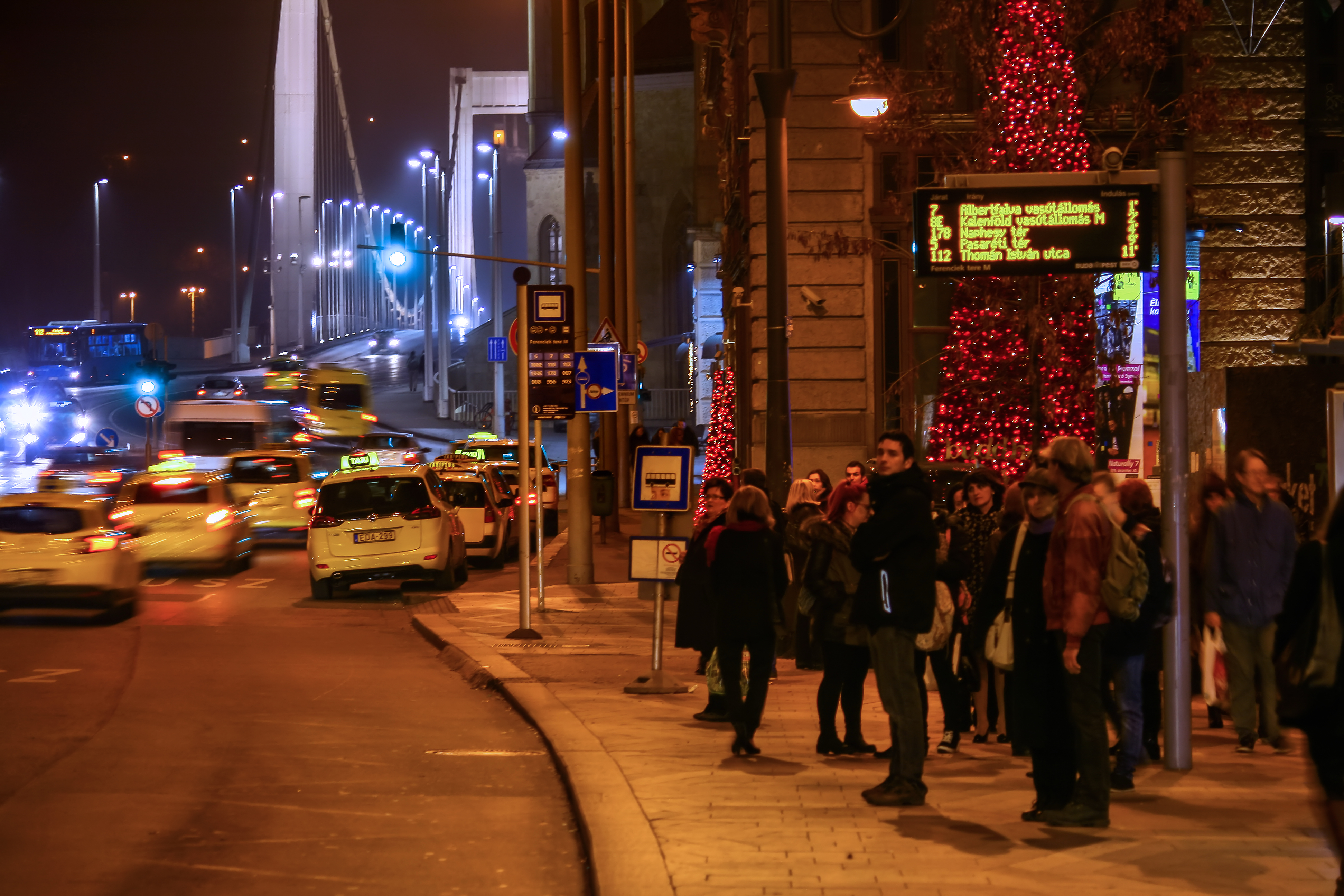
Buszmegálló Budapesten, a Ferenciek terén, 2016-ban

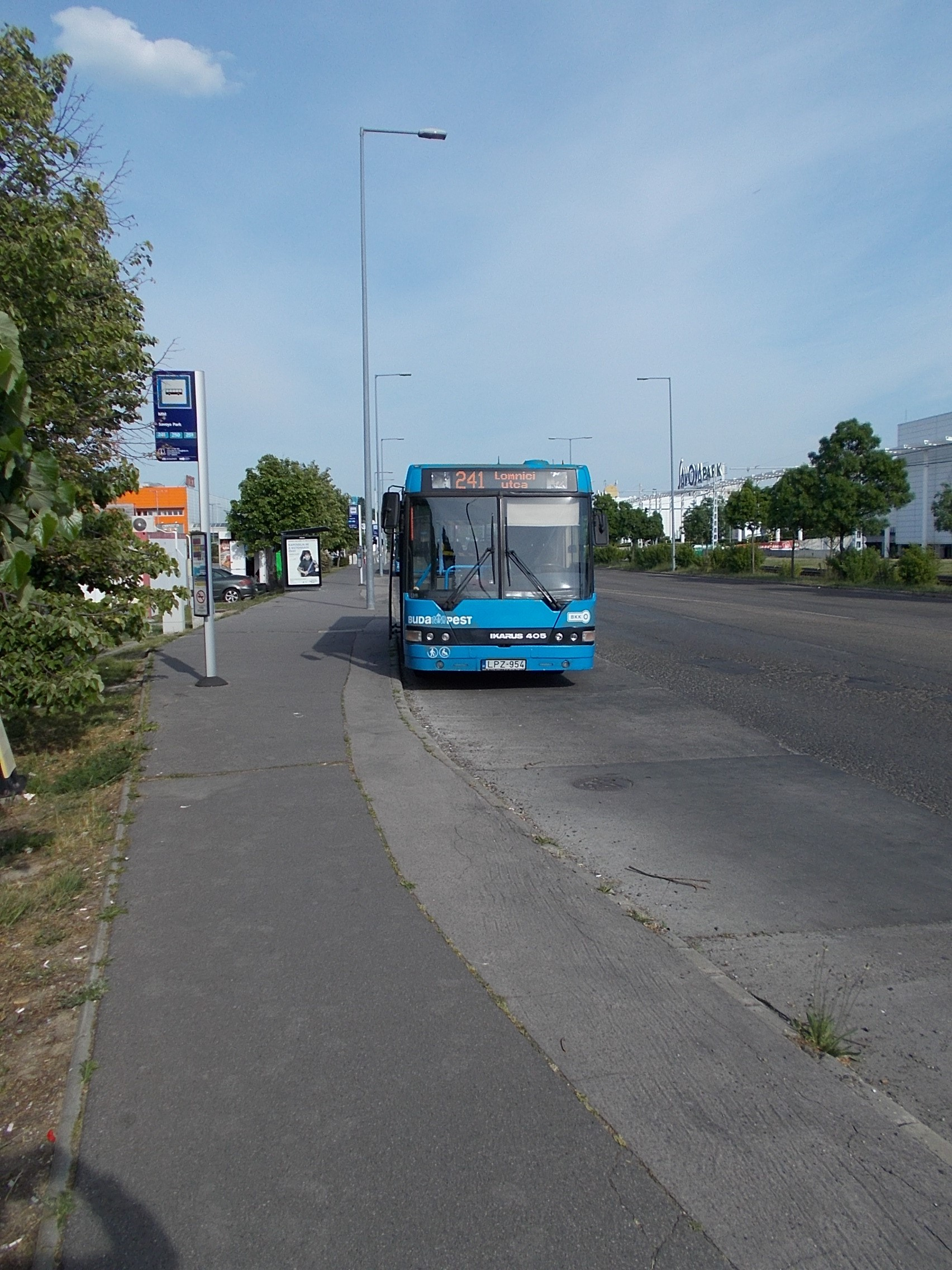
Buszmegálló Budapesten, a Savoya Parkban, 2020-ben

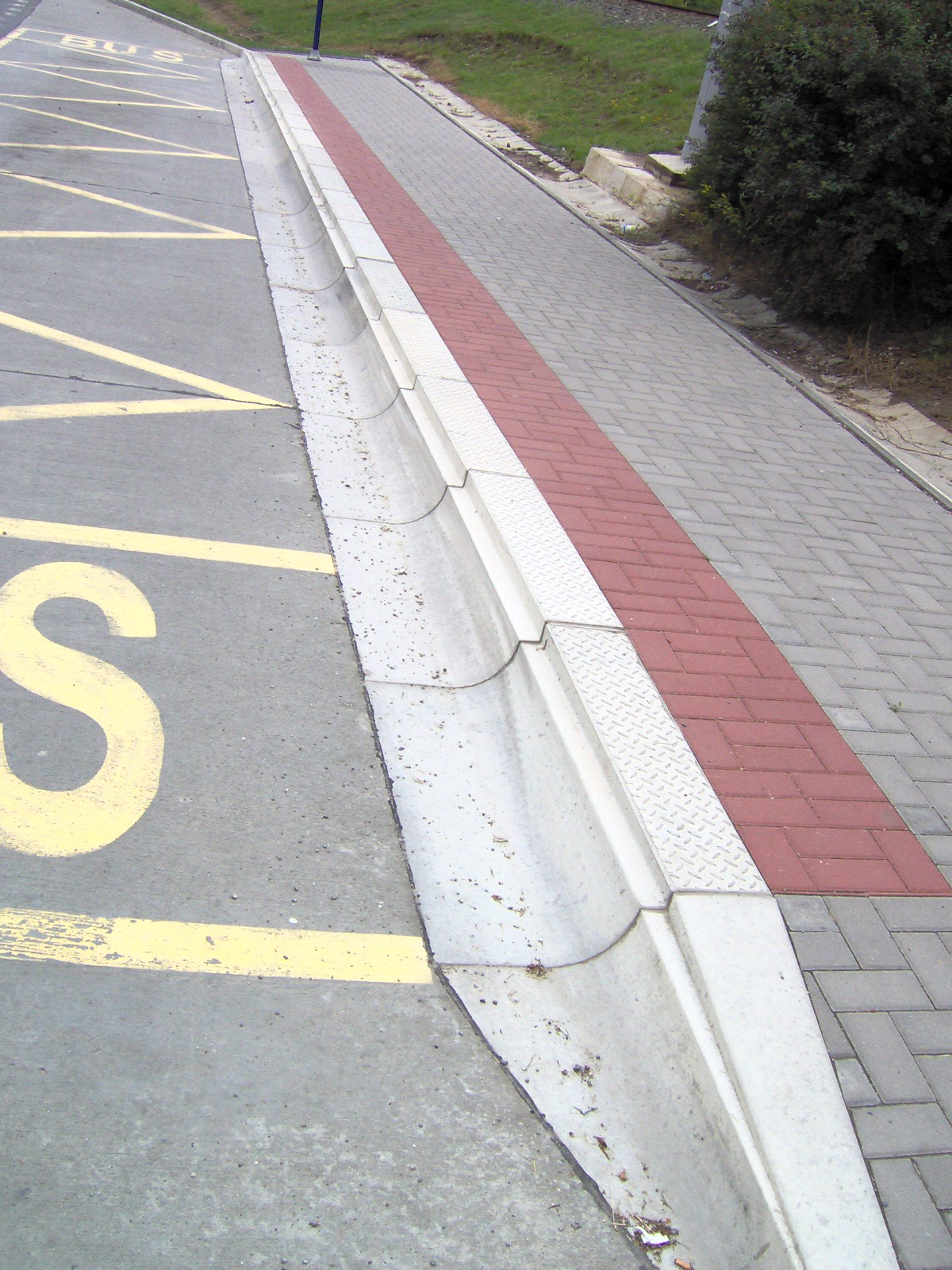
A buszmegállóknál széles körben alkalmazott Kassel-szegély, aminek köszönhetően a buszok a megállókban a peron szegélyéhez megfelelő közelségben tudnak megállni, emellett a Kassel-szegély a kialakításának köszönhetően nem süllyed meg komolyabb igénybevétel esetén sem

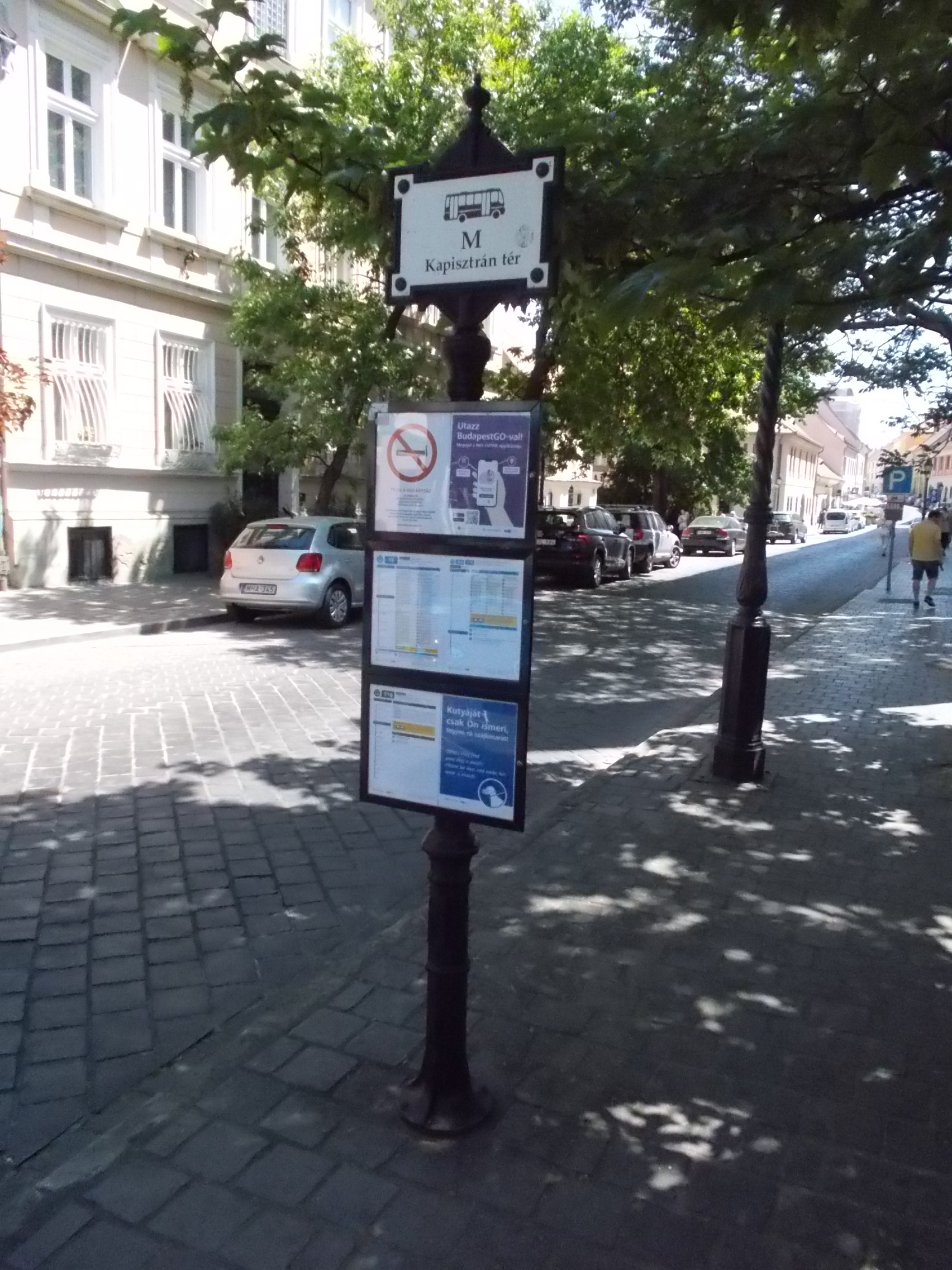
Buszmegállótábla a Budai Várnegyedben, a Kapisztrán téren, 2022-ben

A buszmegálló egy kijelölt hely, ahol az autóbuszok menetrend szerint megállnak.

## Fogalma
A Budapesti Közlekedési Központ üzletszabályzata szerint a megálló(hely) fogalma a következő:

„ tömegközlekedési (autóbusz, trolibusz, villamos, fogaskerekű, HÉV, hajó)
megálló a közterület-használati rendelet szerint: a tömegközlekedési járműre történő fel- és
leszállás lefolytatására, illetve a tömegközlekedési járműre történő várakozás céljára
közterületen elkülönített terület, amely, ha kiépítése (így járdasziget jellege, korlátokkal való ellátása, stb.) jellegéből vagy egyéb jelzésből más nem következik, a megállót, állomást jelző (KRESZ-, illetve hagyományőrző, például szemafor alakú) táblától a járda területéből:
- autóbusz, trolibusz járműveknél csuklós jármű esetén 2 m széles és 18 m hosszú, egyéb jármű

esetén 2 m széles és 12 m hosszú, kettős megálló esetén 2 m széles és 36 m hosszú terület,
- villamos járműveknél 2 m széles és 55 m hosszú terület,
- HÉV (elővárosi vasúti) járműveknél 2 m széles és 120 m hosszú terület,

valamint a megállóhelyeknél létesített utasváró.
A fentiektől eltérően hármas autóbusz – vagy trolibuszmegálló esetén a megállót jelző táblától
a járda területéből 2 m széles és 54 m hosszú terület.”

## Műszaki jellemzői
A buszmegálló szó széles körben elfogadott jelentése a megállóban található fedett várakozóhely (utasváró pavilon) is. A buszmegállók kialakításánál fontos szempont, hogy a járművek a megállókban a peron szegélyéhez minél közelebb tudjanak megállni, amihez a Kassel-szegély alkalmazása nyújt segítséget.
Magyarországon a buszmegállók területén tilos a dohányzás.

## Kultúrában
- Marilyn Monroe 1956-ban szerepelt a Buszmegálló(wd) című filmben.
- Szinte az összes South Park epizód a főszereplők bemutatásával indul a buszmegállóban.